# George Pan Cosmatos
George Pan Cosmatos, rodným jménem Jorgo Pan Cosmatos (4. leden 1941, Florencie - 19. duben 2005, Victoria) byl řecko-italský filmový režisér. Proslavil se zejména akčními filmy (Přejezd Kassandra, Rambo II, Cobra).
Narodil se v řecké rodině v Itálii. Vyrostl v Egyptě a na Kypru. Vystudoval London Film School. Poté začal pracovat u filmu, nejprve jako asistent režisérů Otto Premingera a Michaela Cacoyannise. Jeho režijní debut přišel roku 1970, obsadil do něj Raquel Welchovou. Slávu mu přineslo ovšem až drama Masakr v Římě z roku 1973, s Richardem Burtonem a Marcellem Mastroiannim v hlavních rolích. O rok později natočil katastrofický film Přejezd Kassandra, kde dal vyniknout Sophii Lorenové, Richardu Harrisovi a Martinu Sheenovi. Poslední snímek, který natočil v Evropě, se jmenoval Útěk do Athén (1979) a i zde vsadil na hvězdy: Rogera Moora, Telly Savalase a Claudii Cardinalovou. Cit pro akci a napětí mu pak otevřel dveře do Hollywoodu, byť toho "béčkového". Největší úspěch značil film Rambo II z roku 1985. Snímek s rozpočtem 30 milionů dolarů vydělal celosvětově desetinásobek. Kritici byli naopak zděšeni pokleslostí a násilím snímku - Cosmatos si tak vysloužil Zlatou malinu za nejhorší film roku. Hlavní hvězdu Ramba, Sylvestera Stalloneho, využil i v dalším akčním trháku Cobra, a to nejen jako herce, ale i jako scenáristu. Krom něj ve filmu vystupuje budoucí Stalloneho manželka, modelka Brigite Nielsenová. Poté ho již začalo opouštět i publikum, a tak začalo příležitostí točit ubývat. Rozloučil se thrilerem Temné spiknutí z roku 1997, s Charlie Sheenem v hlavní roli. Zemřel na rakovinu plic, a to v Kanadě.